# Tyngdlyftning vid olympiska sommarspelen 1988
De olympiska tävlingarna i tyngdlyftning 1988 avgjordes mellan den 18 och den 29 september i Seoul. 226 deltagare tävlade i tio viktklasser.

## Medaljsammanfattning

### Medaljtabell
| Pl. | Nation        | Guld | Silver | Brons | Totalt |
| --- | ------------- | ---- | ------ | ----- | ------ |
| 1   | Sovjetunionen | 6    | 2      | 0     | 8      |
| 2   | Bulgarien     | 2    | 1      | 1     | 4      |
| 3   | Östtyskland   | 1    | 1      | 1     | 3      |
| 4   | Turkiet       | 1    | 0      | 0     | 1      |
| 5   | Ungern        | 0    | 2      | 0     | 2      |
| 6   | Kina          | 0    | 1      | 4     | 5      |
| 7   | Västtyskland  | 0    | 1      | 2     | 3      |
| 8   | Sydkorea      | 0    | 1      | 1     | 2      |
| 9   | Rumänien      | 0    | 1      | 0     | 0      |
| 10  | Polen         | 0    | 0      | 1     | 1      |
|     |               |      |        |       |        |
|     | Totalt        | 10   | 10     | 10    | 30     |

### Medaljörer
| Gren                | Guld                              | Silver                           | Brons                          |
| 52 kg Detaljer...   | Sevdalin Marinov Bulgarien        | Chun Byung-Kwan Sydkorea         | He Zhuoqiang Kina              |
| 56 kg Detaljer...   | Oksen Mirzojan Sovjetunionen      | He Yingqiang Kina                | Liu Shoubin Kina               |
| 60 kg Detaljer...   | Naim Süleymanoğlu Turkiet         | Stefan Topurov Bulgarien         | Ye Huanming Kina               |
| 67,5 kg Detaljer... | Joachim Kunz Östtyskland          | Israel Militosjan Sovjetunionen  | Li Jinhe Kina                  |
| 75 kg Detaljer...   | Borislav Gidikov Bulgarien        | Ingo Steinhöfel Östtyskland      | Aleksandr Varbanov Bulgarien   |
| 82,5 kg Detaljer... | Israil Arsamakov Sovjetunionen    | István Messzi Ungern             | Lee Kyung-Kun Sydkorea         |
| 90 kg Detaljer...   | Anatolij Chrapatij Sovjetunionen  | Nail Muchamedjarov Sovjetunionen | Sławomir Zawada Polen          |
| 100 kg Detaljer...  | Pavel Kuznetsov Sovjetunionen     | Nicu Vlad Rumänien               | Peter Immesberger Västtyskland |
| 110 kg Detaljer...  | Jurij Zacharevitj Sovjetunionen   | József Jacsó Ungern              | Ronny Weller Östtyskland       |
| +110 kg Detaljer... | Aleksandr Kurlovitj Sovjetunionen | Manfred Nerlinger Västtyskland   | Martin Zawieja Västtyskland    |